# Benedito de Ulhôa Vieira
Benedito (o Benedicto) de Ulhôa Vieira (Mococa, 9 ottobre 1920 – Uberaba, 3 agosto 2014) è stato un arcivescovo cattolico brasiliano.

## Biografia
Nato nella città di Mococa il 9 ottobre 1920 da José Theodoro Vieira e Leonor de Ulhôa Coelho, ha iniziato qui i suoi studi e il servizio parrocchiale come ministrante, completando poi la scuola obbligatoria nel seminario minore di Pirapora; successivamente ha seguito i corsi di filosofia e teologia nel seminario centrale Imaculada Conceição do Ipiranga nella città di San Paolo.
Ordinato sacerdote l'8 dicembre 1948 dal cardinale Carlos Carmelo de Vasconcelos Motta, si è laureato in teologia (1953) discutendo una tesi, poi pubblicata, sulla Teleiosis na Epístola aos Hebreus - Teologia de São João Crisóstomo e quindi in lettere classiche. È stato professore, vicerettore e cappellano della Pontificia Università Cattolica di San Paolo, responsabile degli universitari e rettore del seminario centrale. Divenuto vicario generale dell'arcidiocesi di San Paolo, ne ha coordinato la riorganizzazione amministrativa. Il 29 novembre 1971 papa Paolo VI lo ha nominato vescovo ausiliare di San Paolo e vescovo titolare di Bitetto; due mesi dopo, il 25 gennaio 1972, è stato consacrato vescovo dal cardinale Paulo Evaristo Arns.
Il 14 luglio 1978 Paolo VI gli ha affidato l'arcidiocesi di Uberaba, dove è entrato ufficialmente il 15 settembre e dove è rimasto per quasi vent'anni governandola con "mano ferma e zelo pastorale", occupandosi in particolare delle vocazioni e della formazione dei sacerdoti (ad esempio, con l'animazione delle riunioni periodiche del clero, l'ordinazione di 30 nuovi sacerdoti e l'istituzione di un corso di "propedeutica" come preparazione dei seminaristi agli studi di filosofia). A lui si deve anche il grande impulso dato alla devozione popolare mariana, raccomandatagli da papa Giovanni Paolo II durante la sua prima visita ad limina nel 1980: dopo un ampio restauro, l'antica cappella lignea (1881) di Nossa Senhora d'Abadia (che diverrà patrona ufficiale di Uberaba dal 2007 e poi dell'intera arcidiocesi) viene così elevata a santuario (1987) nelle maestose forme attuali; alle sue spalle viene eretta la nuova residenza episcopale, mentre nel quartiere Jardim Induberaba si riapre il seminario São José in una moderna costruzione e il restauro della cattedrale viene completato. Ha creato 11 nuove parrocchie e ha compiuto per ben quattro volte la visita pastorale dell'arcidiocesi. Professore dell'Istituto Teologico São José e vicepresidente della Conferenza nazionale dei vescovi del Brasile dal 1983 al 1987, nel 1996, all'età di 75 anni, si è dimesso per raggiunti limiti di età.
È morto il 3 agosto 2014 all'età di 93 anni.

## Pubblicazioni
L'arcivescovo Benedito de Ulhôa Vieira si è distinto anche per un'intensa attività di scrittore, motivo per cui è divenuto membro dell'Academia de Letras do Triângulo Mineiro. Fra le tante sue opere, si ricordano:
- (PT)  A consumação soteriológica na Epístola aos Hebreus - Teologia de São João Crisóstomo, San Paolo, Pontificia Università Cattolica, 1954.
- (PT)  Mensagem, San Paolo, Paoline, 1973.
- (PT)  Missal dominical Ano C, San Paolo, Paoline, 1973.
- (PT)  Palavras de Amizade e Fé, San Paolo, Paoline, 1973.
- (PT)  Bíblia Sagrada (a cura di), Salvador, Gamma, 1980. 2ª ed.: San Paolo, Paoline, 1983.
- (PT)  Pregai o Evangelho, 1997.
- (PT)  Jubileu Episcopal de Diamante, 1999.
- (PT)  Pregando por Sobre as Colinas, 2003.
- (PT)  Sermões, Discursos e Algo Mais, 2004.
- (PT)  Entardecendo, 2008.
- (PT)  Auscultando o Coração, 2013.

## Genealogia episcopale
La genealogia episcopale è:
- Cardinale Scipione Rebiba
- Cardinale Giulio Antonio Santori
- Cardinale Girolamo Bernerio, O.P.
- Arcivescovo Galeazzo Sanvitale
- Cardinale Ludovico Ludovisi
- Cardinale Luigi Caetani
- Cardinale Ulderico Carpegna
- Cardinale Paluzzo Paluzzi Altieri degli Albertoni
- Papa Benedetto XIII
- Papa Benedetto XIV
- Papa Clemente XIII
- Cardinale Bernardino Giraud
- Cardinale Alessandro Mattei
- Cardinale Pietro Francesco Galleffi
- Cardinale Giacomo Filippo Fransoni
- Cardinale Carlo Sacconi
- Cardinale Edward Henry Howard
- Cardinale Mariano Rampolla del Tindaro
- Cardinale Rafael Merry del Val
- Arcivescovo Duarte Leopoldo e Silva
- Arcivescovo Paulo de Tarso Campos
- Cardinale Agnelo Rossi
- Cardinale Paulo Evaristo Arns, O.F.M.
- Arcivescovo Benedito de Ulhôa Vieira